# Wilhelm Auffahrt
Johann Wilhelm Auffahrt (* 1795 in Weichersbach; † 14. Dezember 1863 in Altengronau) war ein deutscher Kommunalpolitiker und Mitglied der Kurhessischen Ständeversammlung.

## Leben
Wilhelm Auffahrt wurde als Sohn des Bürgermeisters Johann Wilhelm Auffahrt (1763–1829) und dessen Ehefrau Friederike Juliane geb. Steinberger (1753–1816, Tochter des Pfarrers Johannes Steinberger und der Friederike Repp) geboren. Nach seiner Schul- und Berufsausbildung betrieb er in seinem Heimatort eine Papierfabrik, betätigte sich politisch und wurde im Jahr 1836 Bürgermeister. In dieser Funktion erhielt er ein Mandat für die kurhessische Ständeversammlung. Diese wurde nach den Unruhen der Jahre 1830/1831 zum Zweck der Verabschiedung einer Verfassung konstituiert und löste faktisch die Landstände der Landgrafschaft Hessen ab. Das Parlament bestand aus 53 Abgeordneten: 20 Sitze waren für die Prinzen des Herrscherhauses, die Standesherren, die Prälaten und die Ritter bestimmt, 17 Abgeordnete waren Vertreter der Städte und 16 Vertreter der Bauern. Auffahrt war von 1836 bis 1838 und von 1842 bis 1844 Mitglied in dem Parlament.